# 小栗村 (長崎県)
小栗村（おぐりむら）は、長崎県北高来郡中南部の内陸部にあった村。1940年（昭和15年）に北高来郡内の周辺各町村と合併し市制施行、諫早市となった。
現在の諫早市諫早地域のうち、小栗地区にあたる。

## 地理
北高来郡中南部の内陸部にあり、本明川支流の埋津川上流から中流右岸を村域とする。西部は大村湾に注ぐ東大川の上流・中流域にあたる。
- 山：八天岳
- 河川：東大川、埋津川、川床川、小ヶ倉川

## 沿革
- 1889年（明治22年）4月1日 - 町村制施行により、小川村と栗面村のそれぞれ全域、及び江ノ浦村の一部（小ヶ倉名）が合併し北高来郡小栗村が発足。
- 1940年（昭和15年）9月1日 - 諫早町・小栗村・小野村・有喜村・真津山村・本野村・長田村が合併し市制施行。諫早市が発足し、小栗村は自治体として消滅。

## 地名
小栗村では大字（小川、栗面）を冠称した名を行政区域とする地域と、名のみを行政区域とする地域が混在する。
大字小川
- 川床名
- 本村名
- 鷲崎名

大字栗面（くれも）
- 土師野尾名（はじのお）
- 平山名
- 本村名

（大字なし）
- 小ヶ倉名[1]

## 学校
- 小栗尋常高等小学校
- 土師野尾尋常小学校

## 名所・旧跡
- 女夫木の大スギ[2]

## 小栗村出身の著名人
- 山本康夫（歌人）